# Kompania graniczna KOP „Druja”

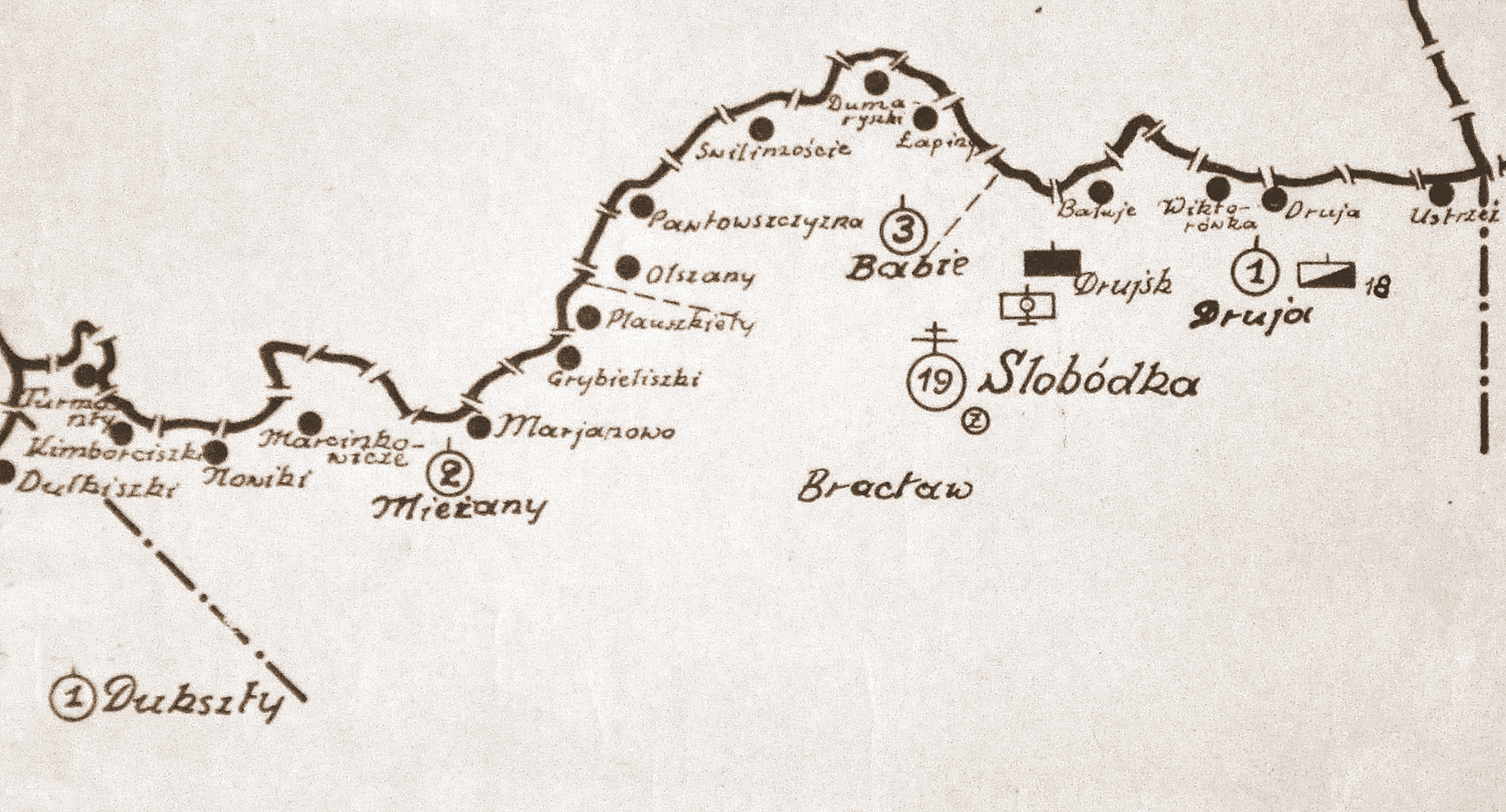
Rozmieszczenie batalionu KOP „Słobódka” w 1931

Kompania graniczna KOP „Druja” – pododdział graniczny Korpusu Ochrony Pogranicza pełniący służbę ochronną na granicy polsko-łotewskiej.

## Geneza
Do czasu zakończenia wojny polsko-bolszewickiej, czyli do jesieni 1920, wschodnią granicę państwa polskiego wyznaczała linia frontu. Dopiero zarządzeniem z 6 listopada 1920 utworzono Kordon Graniczny Ministerstwa Spraw Wojskowych. W połowie stycznia 1921 zmodyfikowano formę ochrony granicy i rozpoczęto organizowanie Kordonu Granicznego Naczelnego Dowództwa WP. Obsadzony on miał być przez żandarmerię polową i oddziały wojskowe. Latem 1921 ochronę granicy wschodniej postanowiło powierzyć Batalionom Celnym. W Drui rozmieszczono dowództwo i pododdziały sztabowe 27 batalionu celnego. 
W drugiej połowie 1922 przeprowadzono kolejną reorganizację organów strzegących granicy wschodniej. 1 września 1922 bataliony celne przemianowano na bataliony Straży Granicznej. W rejonie odpowiedzialności przyszłej kompanii granicznej KOP „Druja” służbę graniczną pełniły pododdziały 27 batalionu Straży Granicznej. 
Już w następnym zlikwidowano Straż Graniczną, a z dniem 1 lipca 1923 pełnienie służby granicznej na wschodnich rubieżach powierzono Policji Państwowej. 
W sierpniu 1924 podjęto uchwałę o powołaniu Korpusu Ochrony Pogranicza – formacji zorganizowanej na wzór wojskowy, a będącej w etacie Ministerstwa Spraw Wewnętrznych.

## Formowanie i zmiany organizacyjne
W drugim etapie organizacji Korpusu Ochrony Pogranicza, w 1925 sformowano 19 batalion graniczny , a w jego składzie 1 kompanię graniczną KOP. W listopadzie 1936 kompania liczyła 2 oficerów, 7 podoficerów, 4 nadterminowych i 65 żołnierzy służby zasadniczej.
W 1939 1 kompania graniczna KOP „Druja” nadal podlegała dowódcy batalionu KOP „Słobódka”.

## Służba graniczna
Podstawową jednostką taktyczną Korpusu Ochrony Pogranicza przeznaczoną do pełnienia służby ochronnej był batalion graniczny. Odcinek batalionu dzielił się na pododcinki kompanii, a te z kolei na pododcinki strażnic, które były „zasadniczymi jednostkami pełniącymi służbę ochronną”, w sile półplutonu. Służba ochronna pełniona była systemem zmiennym, polegającym na stałym patrolowaniu strefy nadgranicznej i tyłowej, wystawianiu posterunków alarmowych, obserwacyjnych i kontrolnych stałych, patrolowaniu i organizowaniu zasadzek w miejscach rozpoznanych jako niebezpieczne, kontrolowaniu dokumentów i zatrzymywaniu osób podejrzanych, a także utrzymywaniu ścisłej łączności między oddziałami i władzami administracyjnymi. Miejscowość, w którym stacjonowała kompania graniczna, posiadała status garnizonu Korpusu Ochrony Pogranicza.
1 kompania graniczna „Druja” w 1934 ochraniała odcinek granicy państwowej szerokości 25 kilometrów 900 metrów.
Sąsiednie kompanie graniczne:
- 3 kompania graniczna KOP „Obabie” ⇔ 3 kompania graniczna KOP „Leonpol” – 1931[13] , 1932[14]
- 3 kompania graniczna KOP „Dundery” ⇔ 3 kompania graniczna KOP „Leonpol” – 1929[15], 1934[16], 1938[17]

## Struktura organizacyjna
| Struktura organizacyjna kompanii granicznej KOP „Druja” |                            |                            |                         |
| Lata                                                    | 1929–1931                  | 1932–1934                  | 1938–1939               |
| Strażnice                                               | strażnica KOP „Bałuje”     | strażnica KOP „Bałuje”     | strażnica KOP „Bałuje”? |
| Strażnice                                               | strażnica KOP „Wiktorówka” | strażnica KOP „Wiktorówka” | —                       |
| Strażnice                                               | strażnica KOP „Druja”      |                            |                         |
| Strażnice                                               | strażnica KOP „Ustrzeż”    | strażnica KOP „Stajki”     | strażnica KOP „Stajki”  |
| Inne                                                    |                            |                            | pluton odwodowy         |

## Dowódcy kompanii
- kpt. Konstanty Kisiel (był 30 IX 1928 − 5 XI 1928 → przeniesiony do 55 pp)[21]
- kpt. Bronisław Rafalski (27 IV 1929 − 14 III 1931 → przeniesiony do 33 pp)[21]
- kpt. Czesław Cierpicki (13 III 1931 − )[21]
- wz. por. Jan Kozubek (− 1 I 1933)[21]
- kpt. Edmund Mieczysław Strużanowski (1 I 1933 − 21 III 1934 → przeniesiony do batalionu KOP „Troki”)[21]
- kpt. Jerzy Lewestam (22 III 1934 −)[21]
- kpt. Marian Kucharski[c] (- 1939)